# Resolutie 546 Veiligheidsraad Verenigde Naties
Resolutie 546 van de Veiligheidsraad van de Verenigde Naties was de eerste VN-Veiligheidsraadsresolutie van 1984. Ze werd aangenomen met dertien stemmen voor, geen tegen en twee onthoudingen, namelijk van het Verenigd Koninkrijk en de Verenigde Staten.

## Achtergrond
In 1968 hadden de Verenigde Naties het mandaat dat Zuid-Afrika over Namibië had gekregen beëindigd. Het land weigerde echter te vertrekken, waarna de VN de Zuid-Afrikaanse administratie in Namibië illegaal verklaarden en Zuid-Afrika een wapenembargo oplegden. De buurlanden van Namibië die de Namibische onafhankelijkheidsstrijd steunden werden door Zuid-Afrika geïntimideerd met geregelde militaire invasies.

## Inhoud
De Veiligheidsraad:
- Heeft de verklaring van Angola in overweging genomen.
- Herinnert aan de resoluties 387, 418, 428, 447, 454, 475 en 545.
- Is erg bezorgd over de nieuwe escalatie van bombardementen en agressie.
- Betreurt de vele doden en is bezorgd over de schade.
- Is verontwaardigd over de voortdurende Zuid-Afrikaanse bezetting van een deel van Angola.
- Weet dat er stappen moeten worden genomen om de bedreiging van de wereldvrede die uitgaat van de Zuid-Afrikaanse aanvallen weg te nemen.

1. Veroordeelt de bombardementen en bezetting van een deel van Angola door Zuid-Afrika.
2. Veroordeelt Zuid-Afrika verder voor het gebruik van Namibië als uitvalsbasis tegen Angola.
3. Eist dat Zuid-Afrika onmiddellijk alle bombardementen en agressie staakt en zich onvoorwaardelijk terugtrekt uit Angola.
4. Roept alle landen op om het wapenembargo tegen Zuid-Afrika volledig uit te voeren.
5. Herbevestigt het recht van Angola om zijn soevereiniteit, territoriale integriteit en onafhankelijkheid te verdedigen.
6. Vraagt de lidstaten opnieuw Angola daarbij te steunen.
7. Herbevestigt verder dat Angola recht heeft op schadevergoeding.
8. Besluit opnieuw bijeen te komen voor verdere maatregelen als Zuid-Afrika deze resolutie naast zich neerlegt.
9. Vraagt de secretaris-generaal de uitvoering van deze resolutie op de voet te volgen en tegen 10 januari te rapporteren.
10. Besluit om op de hoogte te blijven.

## Verwante resoluties
- Resolutie 539 Veiligheidsraad Verenigde Naties
- Resolutie 545 Veiligheidsraad Verenigde Naties
- Resolutie 547 Veiligheidsraad Verenigde Naties
- Resolutie 554 Veiligheidsraad Verenigde Naties

Lijst ·  546 ·  547 ·  548 ·  549 ·  550 ·  551 ·  552 ·  553 ·  554 ·  555 ·  556 ·  557 ·  558 ·  559